# Francesco Testi
Francesco Testi (Verona, 4 novembre 1978) è un attore italiano.

## Biografia
Ex giocatore di pallavolo di serie B, Testi è costretto ad abbandonare lo sport agonistico in seguito ad un infortunio. Diventa un volto popolare presso il grande pubblico italiano nel 2007, anno in cui partecipa alla settima edizione del reality show di Canale 5, Grande Fratello, venendo eliminato nel corso della settima puntata con il 54% dei voti.
Dopo aver recitato nel film Sexum superando - Isabella Morra, regia di Marta Bifano, e in teatro nella commedia Il primo che mi capita, regia di Antonio Giuliani, nel 2010 debutta sul piccolo schermo come attore, recitando nel ruolo di un conte nella terza stagione della serie TV, Caterina e le sue figlie. La notorietà arriva con il ruolo di Giancarlo Fontamara nella miniserie TV, Il peccato e la vergogna, che lo vede al fianco di Gabriel Garko e Manuela Arcuri.
Nel 2011 ottiene il suo ruolo più importante insieme all'altro gieffino Raniero Monaco di Lapio, ovvero da protagonista in Sangue caldo, miniserie di Canale 5, nuovamente insieme a Manuela Arcuri. Nel 2012 è tra i protagonisti della fiction L'onore e il rispetto 3, al fianco di Gabriel Garko e Alessandra Martines, interpretando il ruolo del commissario Renè Rolla. Sempre nello stesso anno è protagonista, al fianco di Sabrina Ferilli, della miniserie Rai, Né con te né senza di te, dove interpreta il ruolo del conte Pietro.
Nel 2013 è tra i protagonisti della fiction Baciamo le mani - Palermo New York 1958, con Virna Lisi e Sabrina Ferilli. Nel 2014 torna a interpretare il ruolo di Giancarlo Fontamara nella seconda stagione de Il peccato e la vergogna. Inoltre è protagonista della fiction Furore. L'anno seguente entra nel cast della terza stagione della serie TV spagnola Velvet, dove interpreta il ruolo di Marco Cafiero, un imprenditore italiano che si trasferisce in Spagna per occuparsi della direzione dell'atelier di moda Velvet.

## Filmografia

### Cinema
- Sexum superando - Isabella Morra, regia di Marta Bifano (2005)
- Il mio uomo perfetto, regia di Nilo Sciarrone (2018)

### Televisione
- L'onore e il Rispetto – Regia di Luigi Parisi e Alessio Inturri serie TV (2012 -2015)
- Caterina e le sue figlie 3 – Regia di Alessandro Benvenuti , Riccardo Mosca , e Alessio Inturri  serie TV (2010)
- Il peccato e la vergogna –  Regia di  Alessio Inturri e Luigi Parisi serie TV (2010-2014)
- Sangue caldo – Regia di Luigi Parisi e Alessio Inturri  serie TV (2011)
- Né con te né senza di te, regia di Vincenzo Terracciano – miniserie TV (2012)
- Baciamo le mani - Palermo New York 1958, regia di Eros Puglielli – miniserie TV (2013)
- Furore – Regia di Alessio Inturri  serie TV (2014)
- Il restauratore  – serie TV,  Regia di Enrico Oldoini episodio 2x13  (2014)
- Velvet – serie TV (2015-2017)

### Cortometraggi
- Scatti rubati, regia di Mariano Lamberti (2011)
- Oltre la finestra, regia di Francesco Testi (2016)

## Teatro
- Il primo che mi capita, regia di Antonio Giuliani (2008)

## Programmi televisivi
- Grande Fratello 7 (Canale 5, 2007) – concorrente
- Chef in campo (Sportitalia, 2020) – concorrente